# Triora
Triora (Triöra en ligure, Triêua en brigasque) est une commune italienne située dans la province d'Imperia, en région Ligurie.

## Géographie
La commune se trouve à environ 47 km du chef-lieu Imperia.
L'altitude de 780 m donne à Triora un climat de montagne avec des amplitudes diurnes accentuées, malgré la relative proximité de la côte. Le froid hivernal par contre n'est jamais excessif.
La commune est traversée par la Fora di Taggia qui prend sa source dans le parc naturel régional des Alpes Ligures (en) au dessus du village de Creppo.

### Hameaux
Bregalla, Cetta, Creppo, Goina, Loreto, Monesi, Realdo, Verdeggia, Saccarello.

### Communes limitrophes
| La Brigue (France) | Briga Alta, Mendatica | Montegrosso Pian Latte |
| Saorge (France)    | Triora                | Molini di Triora       |
| Pigna              | Castelvittorio        |                        |

### Transports et voies de communication
Triora est située sur la route provinciale 52 et reliée à Pigna par la route provinciale 65.
La gare ferroviaire la plus proche est celle de Taggia - Arma sur la ligne Vintimille - Gênes.

## Histoire
Selon certains historiens locaux, l'origine du village remonte à l'époque romaine. Les Ligures alpins se soumettent à l'Empire romain après de longues luttes pour le territoire.
Vers le XIIe siècle, le village devient la propriété du comte de Badalucco. Puis en 1267, le village prête allégeance à la république de Gênes, ce qui lui apporte beaucoup sur le plan de son développement. Par la suite, le village devient le chef-lieu de plusieurs villages aux alentours comme Molini di Triora, Montalto Ligure, Badalucco, Castelvittorio, Ceriana e Baiardo.
La création de nouvelles murailles et de cinq forteresses défensives font du village une sorte de noyau fortifié, quasi imprenable et qui donne du fil à retordre aux troupes de l'empereur Charles IV, lorsqu'il tente de conquérir le village.
En 1625, l'armée piémontaise du duc de Savoie cherche à conquérir en vain Triora, car les habitants défendent vaillamment leurs propres terres.
À la suite de la chute de la république de Gênes en 1797, et au moment de l'institution de la République ligurienne par Napoléon Bonaparte, Triora devient chef-lieu cantonal de la juridiction dite « des Oliviers », et en 1805 une partie intégrante du département français des Alpes-Maritimes.
En 1814, le congrès de Vienne décide du rattachement de l'ancienne république de Gênes au royaume de Sardaigne. Triora fait partie de cet État, puis du royaume d'Italie à partir de 1861.
Au cours de la Seconde Guerre mondiale, la commune est victime de la fureur nazie les 2 et 3 juillet 1944, quand le bourg est incendié et des quartiers entiers détruits, en causant un dépeuplement soudain. On peut encore voir des vestiges de ces exactions dans les rues du village, notamment sous les voûtes brûlées des ruelles qui descendent vers le bas du bourg.
En 1947, les frontières communales sont redessinées à nouveau avec l'absorption des hameaux de Realdo et Verdeggia qui appartenaient à la commune de La Brigue, rattachée à la France.
De 1973 au 30 avril 2011, Triora fait partie de la communauté montagnarde Argentina Armea, qui est supprimée par la loi régionale no 23 du 29 décembre 2010 et en vigueur depuis le 1er mai 2011.

## Politique et administration
| Période                                  | Période  | Identité       | Étiquette | Qualité |
| ---------------------------------------- | -------- | -------------- | --------- | ------- |
| 2012                                     | En cours | Angelo Lanteri |           |         |
| Les données manquantes sont à compléter. |          |                |           |         |

## Population et société

### Langues
À Realdo et à Verdeggia, on parle brigasque, un parler de transition entre ligure alpin et occitan. Les noms locaux sont Reaud et Verdeja.

### Jumelages
- La Brigue (France) depuis 2006

## Culture et patrimoine

### Culture populaire
Les sorcières de Triora - une grande chasse aux sorcières commença à Triora à la fin de l'an 1500. Un groupe de femmes de Triora furent accusées de se retrouver et de se livrer à des rituels démoniaques chez la Cabotina, une maison que l'on peut visiter encore aujourd'hui. Elles furent emprisonnées et jugées par l'Inquisition. Dans le musée ethnographique de Triora on peut voir une documentation détaillée de cette affaire, comprenant des reconstructions et d'anciens instruments de torture.
La Strigora est une manifestation annuelle (le dimanche suivant le 15 août) qui comprend la vente de produits typiques régionaux avec dégustation et des animations de rues proposées par une troupe de comédiens amateurs de Taggia sur le thème de la sorcellerie.

### Sites et monuments
- L'église Saint-Bernard remonte au XVe siècle et est ornée de fresques attribuées à Giovanni Canavesio et à son école.
- La collégiale de l'Assunta est une église baroque avec un portail gothique, qui abrite un tableau de Taddeo di Bartolo, le Baptême de Jésus, daté de 1397 et une Déposition du XVe siècle.
- L'église Saint-Antoine-Abbé
- L'église Sainte-Catherine d'Alexandrie

### Établissement culturel
- Le musée ethnographique et de la sorcellerie.

### Personnalité liée à la commune

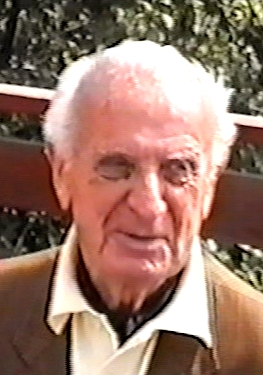
Francesco Moraldo à Creppo en 2000

Francesco Moraldo est né le 30 décembre 1906 à Creppo et mort le 28 avril 2001. Pendant toute la période de l’occupation allemande et de la Republique sociale italienne, dans le village de Creppo, Francesco Moraldo a caché dans sa maison et a protégé de la déportation deux enfants orphelins juifs allemands.
Moraldo avait été majordome en France de l’avocat juif Angelo Donati qui avait pris les enfants sous sa protection en juillet 1942, quand leurs parents avaient été déportés de Nice à Auschwitz.
Quand Donati dut se réfugier en Suisse après le 8 septembre 1943, Moraldo emmena les deux enfants avec lui dans son village natal. Toute la population du village, mise au courant de la situation, collabora activement à leur sauvetage, malgré le danger des combats et des fréquentes rafles dans la zone.
Pour cet engagement, l'Institut Yad Vashem de Jérusalem a conféré le 11 février 1999 à Francesco Moraldo la distinction de Juste parmi les nations.